# وسیله موتوری

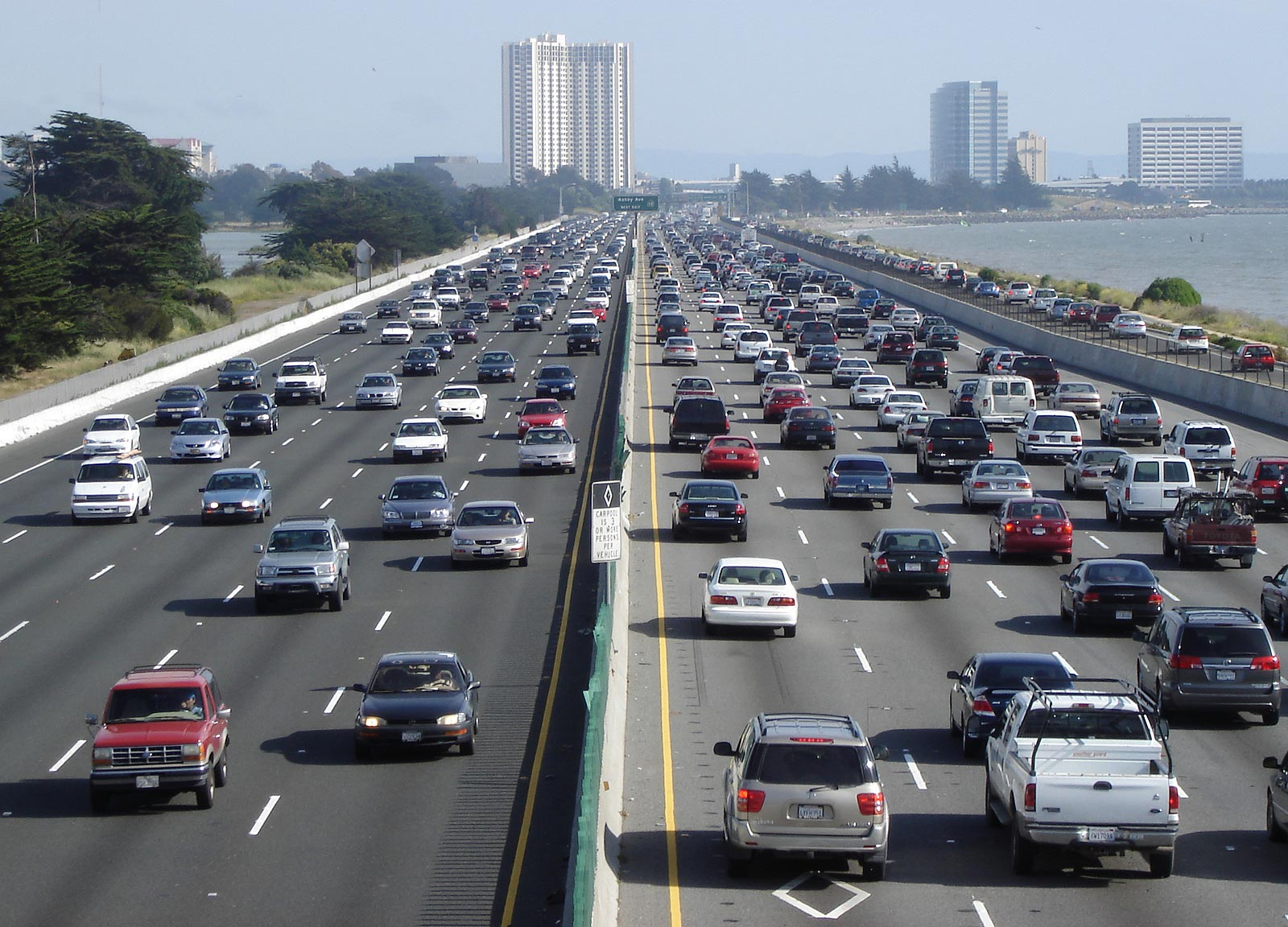
بیشتری تعداد وسیله نقلیه ثبت شده در جهان در ایالات متحده با ۲۵۰ میلیون عدد است.

وسایل موتوری (به انگلیسی: Motor vehicle) که به آن وسایل جاده‌ای نیز گفته می‌شود به وسیله چرخ داری گفته می‌شود که بر روی ریل حرکت نمی‌کند.

## نیرو
نیروی محرک وسایل موتوری می‌تواند هم از نوع موتور درون‌سوز باشد یا از نوع موتور الکتریکی باشد و همچنین می‌تواند از هر دو موتور استفاده شود که خودروی اتصال برقی دوگانه‌سوز نام دارد.

## طبقه‌بندی
با تنظیم قوانین برای وسایل موتوری این وسایل به چند دسته طبقه‌بندی می‌شوند.
۱-خودرو ۲- اتوبوس ۳- موتورسیکلت ۴- خودروی بیابانگرد ۵- کامیون ۶- کامیون سبک
که طبقه‌بندی در هر کشور بر اساس قوانین آن کشور فرق دارد.